# Östanbyn
Östanbyn is een plaats in de gemeente Avesta in het landschap Dalarna en de provincie Dalarnas län in Zweden. De plaats heeft 73 inwoners (2005) en een oppervlakte van 29 hectare.